# Parkia
Parkia és un gènere de plantes amb flor de la subfamília Mimosoideae. És un gènere d'arbres propi de les zones tropicals. A l'Àfrica n'hi ha 4 espècies, a l'Àsia 10 i unes 20 a l'ecozona neotropical.
Els fruits de certes espècies del gènere Parkia són valorats com a hortalissa a la gastronomia de certes zones.

## Taxonomia
Fins a 1995, es coneixien 31 espècies. Des de llavors s'han descobert quatre més. entre elles:
- Parkia barnebyana
- Parkia bicolor
- Parkia biglobosa - néré
- Parkia biglandulosa
- Parkia filicoidea
- Parkia javanica
- Parkia lutea
- Parkia madagascariensis
- Parkia nana
- Parkia paya
- Parkia platycephala
- Parkia speciosa
- Parkia timoriana

## Galeria

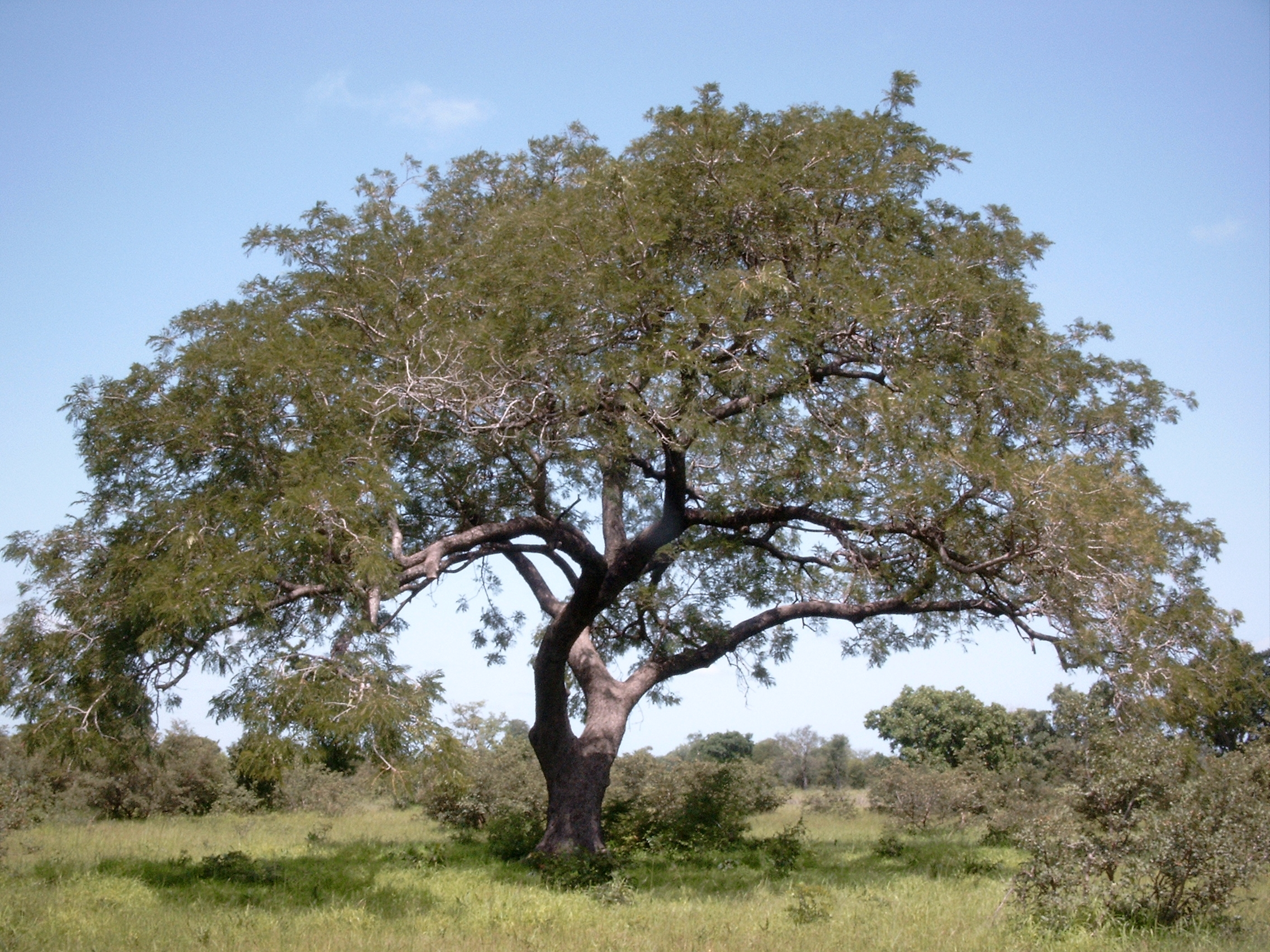
Arbre de Parkia biglobosa
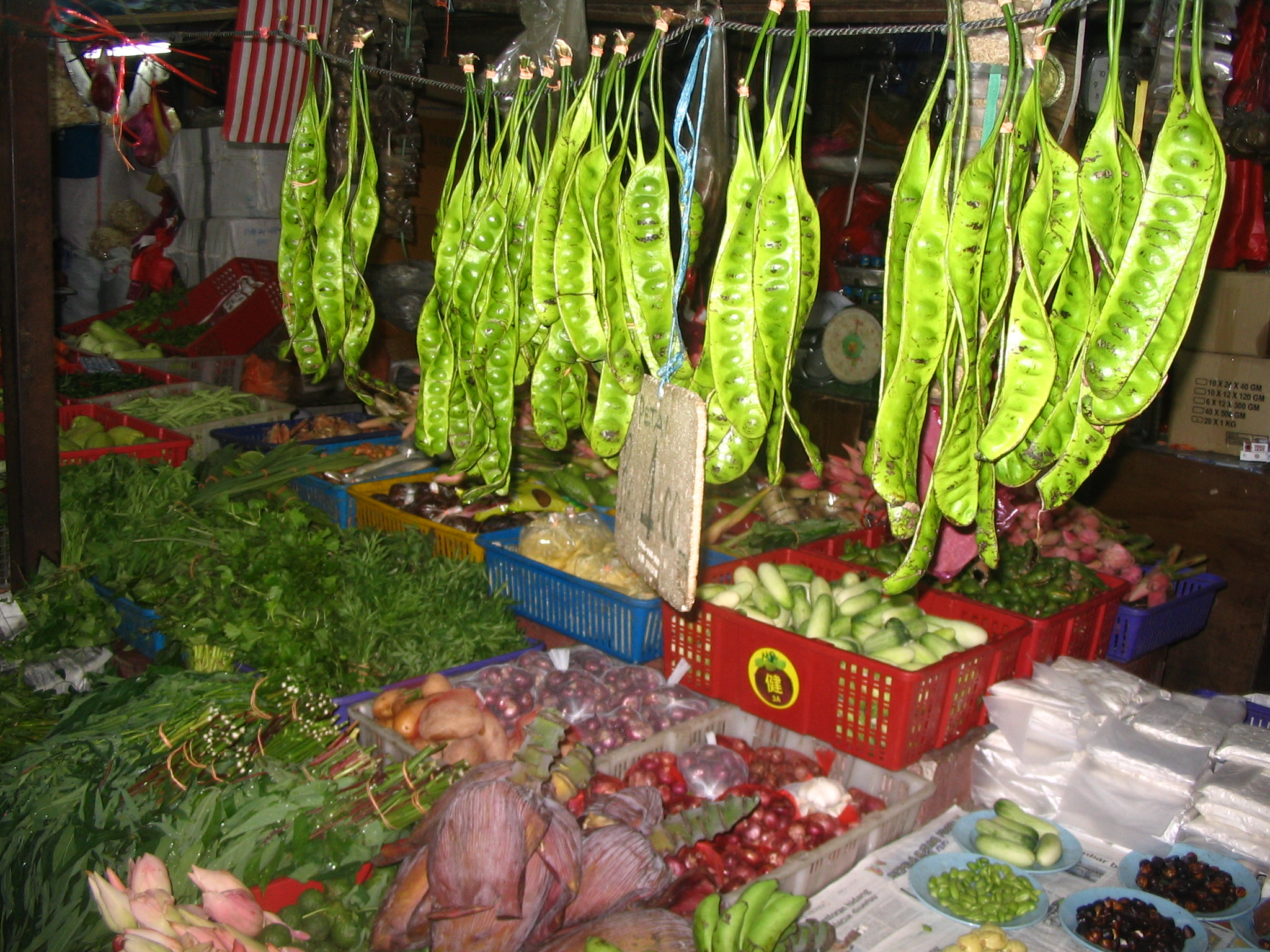
Beines de Parkia speciosa al mercat.
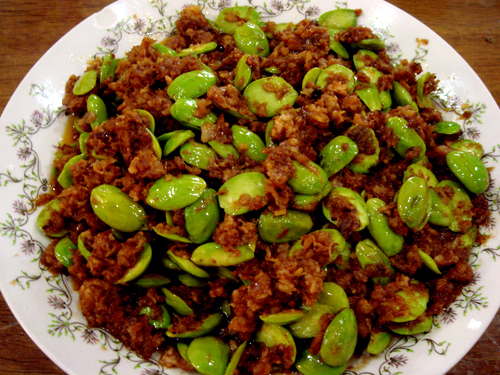
Plat de la cuina Malaia preparat amb Parkia speciosa
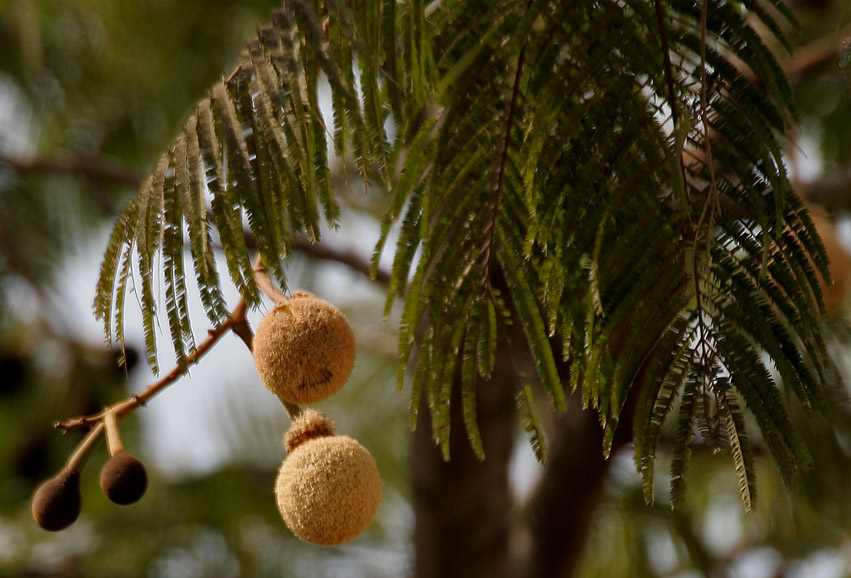
Parkia biglandulosa